# FN 5,7 × 28 mm
La munizione FN 5.7 × 28 millimetri (indicato come 5,7 × 28 dal CIP) è una cartuccia di piccolo calibro prodotto dalla FN Herstal in Belgio. Si tratta di una cartuccia a percussione centrale con collo di bottiglia di dimensioni simili al .22 WMR Winchester Magnum Rimfire (5,7 × 27 mm) e in modo simile anche al .22 Hornet o .22 K-Hornet. La munizione è stata sviluppata da zero in Belgio dalla FN Herstal. Il 5,7 × 28 mm è stato sviluppato in concomitanza con l'arma da difesa personale (Personal Defense Weapon - PDW) FN P90 e la pistola FN Five-seven, in risposta alle richieste della NATO di sostituire la cartuccia Parabellum 9 × 19 mm. Nel 2002 e 2003, la NATO ha condotto una serie di test con l'intenzione di standardizzare una cartuccia PDW in sostituzione della cartuccia Parabellum 9 × 19 mm. I test hanno confrontato i pregi relativi della cartuccia 5,7 × 28 mm e della cartuccia 4,6 × 30 mm, creata da Heckler & Koch come concorrente per il 5,7 × 28 mm. La NATO ha successivamente raccomandato la cartuccia da 5,7 × 28 mm, citando prestazioni superiori nei test, ma la delegazione tedesca ha obiettato e il processo di standardizzazione è stato poi bloccato.
Dal 2006 le armi da fuoco prodotte dalla FN con calibro 5,7 × 28 mm - l'arma di difesa personale P90 e la pistola Five-seven - sono in servizio nelle forze militari e di polizia in oltre 40 nazioni in tutto il mondo. Negli Stati Uniti, le armi da fuoco 5,7 × 28 mm sono attualmente utilizzate da numerose forze dell'ordine, compreso il servizio segreto statunitense.
Oltre ad essere utilizzata nelle armi FN P90 e FN Five-seven, la cartuccia 5.7 × 28 mm è stata successivamente utilizzata in una serie di altre armi, come le carabine AR-57 e FN PS90. Excel Arms ha sviluppato quattro armi con camera da fuoco per proiettili 5,7 × 28 mm e MasterPiece Arms produce tre diverse armi da fuoco calibro 5,7 × 28 mm. La stessa cartuccia 5.7 × 28 mm è prodotta in molte varianti, tra cui due delle quali - la SS195LF e la SS197SR - sono per uso civile.